# Haumavarga fedtschenkoi
Haumavarga fedtschenkoi är en insektsart som först beskrevs av Oshanin 1879.  Haumavarga fedtschenkoi ingår i släktet Haumavarga och familjen Dictyopharidae. Inga underarter finns listade i Catalogue of Life.